# Iglesia de San Miguel (Cagliari)
El complejo monumental de San Michele está compuesto por la monumental iglesia barroca y la antigua residencia, un tiempo noviciado jesuita en la ciudad de Cagliari; entre via Azuni y via Ospedale, y está oficiada por los padres jesuitas. El edificio sagrado, por sus líneas arquitectónicas, por su aparato decorativo y por las obras escultóricas y pictóricas que alberga, representa el principal testimonio del arte barroco y rococó en Cerdeña. Anexo a la iglesia se encontraba la antigua casa del noviciado jesuita, hospital militar desde 1848, hoy departamento militar de medicina forense.

## Historia

### La llegada de los jesuitas a Cagliari

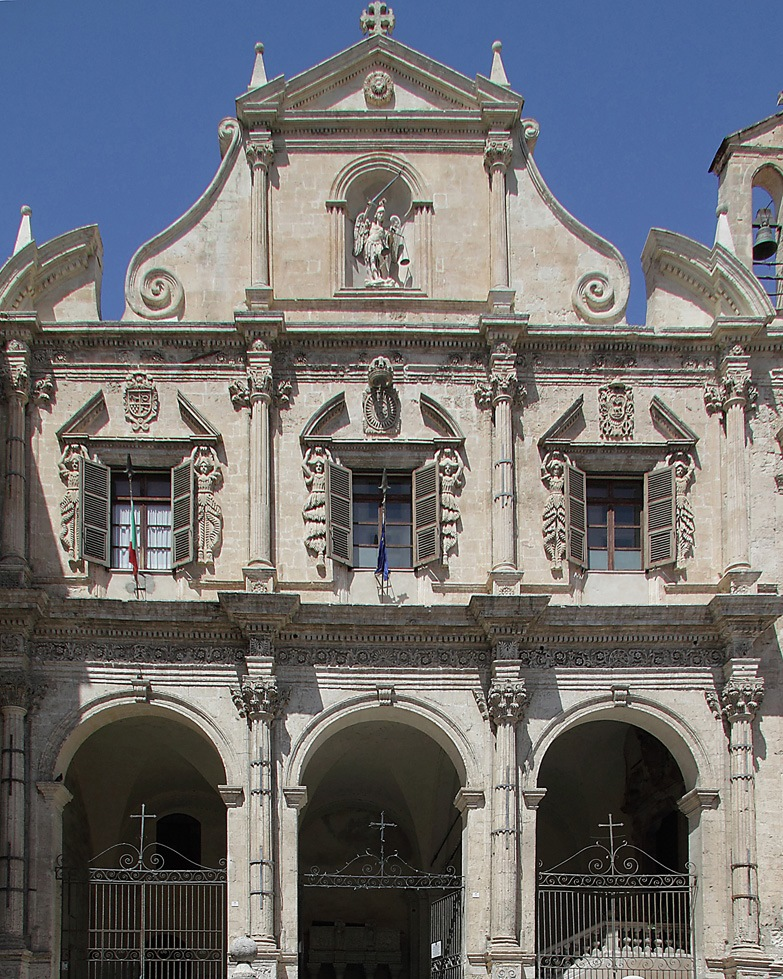
La fachada con la entrada al hospital militar.

La Compañía de Jesús, presente en Cerdeña desde 1559 en Sassari, fundó la primera comunidad en Cagliari en 1564 ; En este año los jesuitas fundaron su primer colegio urbano cerca de la actual iglesia de Santa Croce, en Castello .La fundación de la Casa del Noviciado, en el barrio de Stampace, se remonta a 1584, por decisión del Preboste General Claudio Acquaviva, quien trasladó el noviciado de Busachi a Cagliari (fue erigido con bula papal del Papa Gregorio XIII ), en el vía “ de monti ” (actual vía Ospedale) junto a la Torre y Porta dello Sperone, construida en 1293. El primer testimonio de un culto dedicado a los ángeles en Cagliari se remonta a mediados del siglo IX; como lo atestigua una carta del Papa León IV en 854, en la que se ordenó al obispo de Cagliari, Giovanni, que volviera a consagrar el altar de la iglesia dedicada a los santos ángeles, que había sido consagrada en su tiempo por el obispo herético (como él era arriano) Arsenio. 

### Cronología de las obras de construcción del complejo de San Michele
Dado que la primera construcción del noviciado mostró inmediatamente la insuficiencia de los locales, este problema se resolvió gracias al legado del obispo de Ampurias y Civita, Monseñor Giovanni Sanna, que es considerado el fundador del noviciado, tanto de manera que su escudo de armas se encuentra a la derecha de la fachada. Posteriormente, en el siglo XVII se pudo construir la iglesia del noviciado, gracias al legado testamentario del abogado Francesco Angelo Dessì, magistrado de la Real Audiencia. Este legado permitió la reestructuración de todo el complejo y la construcción de la nueva iglesia de San Michele. Las obras se iniciaron tras la muerte del benefactor en 1674 y supusieron inicialmente la ampliación del noviciado con otras 24 salas. Una vez terminadas estas obras, entre 1677 y 1680 se construyó la capilla interior del noviciado (cuya configuración original no se ha mantenido; presumiblemente debería identificarse en las salas de la izquierda adyacentes a la entrada del hospital militar). La construcción de la nueva iglesia (diseñada según parámetros arquitectónicos jesuitas) se puede situar entre 1687 y 1697, fecha de la inauguración oficial. En los primeros años del nuevo siglo continuaron las obras de la fachada que da a la actual Vía Azuni, finalizadas en 1705. La colocación del altar en el presbiterio y la estatua de San Miguel datan de 1707. Por último, la última construcción se refiere a la renovación de la sacristía, atribuida al milanés Giovanni Battista Corbellini; Las obras se pueden fechar entre 1710 y en estos años la sacristía se enriqueció con los imponentes lienzos de Altomonte y Colombino. Los maestros marmolistas realizaron el precioso pavimento de marquetería, así como la balaustrada del presbiterio y el monumento funerario de Dessì (1712). La creación del mobiliario de la sacristía, sin embargo, se puede fechar entre 1717 y 1720 y fue obra de un artista mallorquín: Magín Segura. La última obra fue la preparación de las capillas laterales a cargo del genovés Pietro Pozzo, hacia 1740. La nueva iglesia, ya oficiada desde 1697, fue consagrada en 1738 por Monseñor Carcassona, obispo de Usellus-Terralba; Esta información se encuentra en la placa situada a la derecha del portal de entrada. En cuanto al nombre del diseñador de la iglesia, se confirman las pistas que conducen al lombardo Francesco Lagomaggiore, quien en esos mismos años trabajó en Cagliari tanto en la techumbre de la Catedral como en la construcción de la iglesia de Sant'Antonio Abate, en vía Manno.

### El hospital militar
La fachada del conjunto monumental pertenece más a la antigua casa del noviciado que a la propia iglesia, construida en un período posterior; Desde la fachada se accede al "hospital militar ex convento de San Michele", que se encuentra allí desde mediados del siglo XIX. Esta estructura albergó la curia de la Provincia sarda de la Compañía de Jesús, hasta su supresión en 1773 (que en aquel momento contaba con unos 300 miembros), perteneciente a la Asistencia de España. Después de la supresión temporal de la Compañía en 1773, todos los antiguos jesuitas sardos se concentraron en tres residencias, en Alguer, en la antigua casa profesa de Jesús María de Sassari donde continuaron dirigiendo el Seminario de Canopoleno y éste de San Michele. La Compañía fue restablecida en 1814, pero los jesuitas fueron nuevamente expulsados del Reino de Cerdeña en 1848, durante los levantamientos populares que precedieron a la primera guerra de independencia, levantamientos fomentados por la obra de Gioberti, El Jesuita Moderno, que desató la antijesuitismo de las multitudes, en una perspectiva neogüelfa, que luego resultó completamente ilusoria. La residencia de San Michele fue objeto de un ataque por parte de matones que incendiaron el archivo; La expulsión de los jesuitas del reino siguió. A partir de esta fecha los locales del Noviciado, confiscados por el Estado, albergarán el Hospital Militar. En el interior se conservan todavía algunas huellas del pasado jesuita, como por ejemplo el portal de pizarra, rematado por el monograma IHS, que hoy da paso a una sala abovedada con ladrillos a la vista (en la que podemos localizar un refectorio; o según otra hipótesis Este es el puerta de entrada a la primitiva capilla del noviciado, situada quizás a la izquierda de la actual entrada al hospital militar).

## Arquitectura y obras de arte

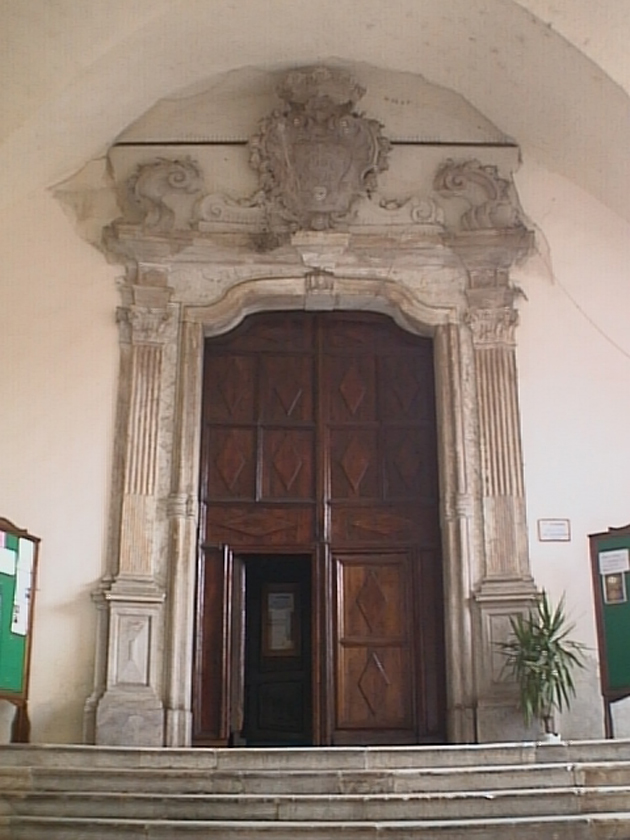
Portal principal

### Externo
Los elementos que más caracterizan el exterior de la iglesia de San Michele son la particular fachada y la cúpula octogonal.
Respecto a la fachada, terminada en 1705, cabe decir que pertenece más a la antigua casa del noviciado, hoy hospital militar, que a la propia iglesia. El estilo artístico de la fachada recuerda, de hecho, a los modelos manieristas tardíos.Tiene estructura de retablo, en toba arcillosa, y está compuesta por tres órdenes que, en su conjunto, reproducen un esquema típico de los altares de madera del siglo XVII. El primer orden (inferior) está compuesto por tres arcos que dan paso a un pórtico con bóveda de crucería, a través del cual se accedía al noviciado y a la iglesia. Está compuesta por tres arcos de medio punto, que se abren entre cuatro columnas con capiteles especialmente trabajados, que sostienen el entramado ; Arriba, en el nivel intermedio de la fachada, que se divide en tres partes como se ve abajo, hay tres ventanas rectangulares, enmarcadas por cariátides y rematadas por tímpanos rotos, en cuyo interior se encuentran tres escudos de armas.

En la parte superior hay un edículo clásico donde, dentro de un nicho, se coloca la estatua del santo patrón: el Arcángel San Miguel, de escuela y origen genovés.
Se colocan en eje tres escudos: en el central está el trigrama de la Compañía ( IHS, que se disuelve según la tradición latina como: IESUS HOMINIS SALVATOR ). Una peculiaridad de toda la estructura es la repetición constante de este monograma hasta un total de 78 apariciones.El escudo de la derecha es, como ya se ha dicho, el de Monseñor Giovanni Sanna, obispo de Ampurias y Civita (a quien debemos las obras de ampliación del noviciado): representa un jabalí bajo una encina, coronado por el sombrero del obispo (el escudo es idéntico al que domina la iglesia de Santa Caterina en Sassari, del que también se benefició); Monseñor Sanna fue un eminente benefactor de la Compañía (a él se debe tanto la ampliación del noviciado de San Michele como la construcción de la casa profesa de “Jesús y María” en Sassari).

El escudo de la izquierda pertenece al benefactor Francesco Angelo Dessi (en cuatro cuarteles representa: un ganso, una corona de laurel, seis corazones, un pájaro con un pergamino en el pico). El escudo se repite en la puerta de entrada a la sacristía, así como sobre los arcos de la cúpula.

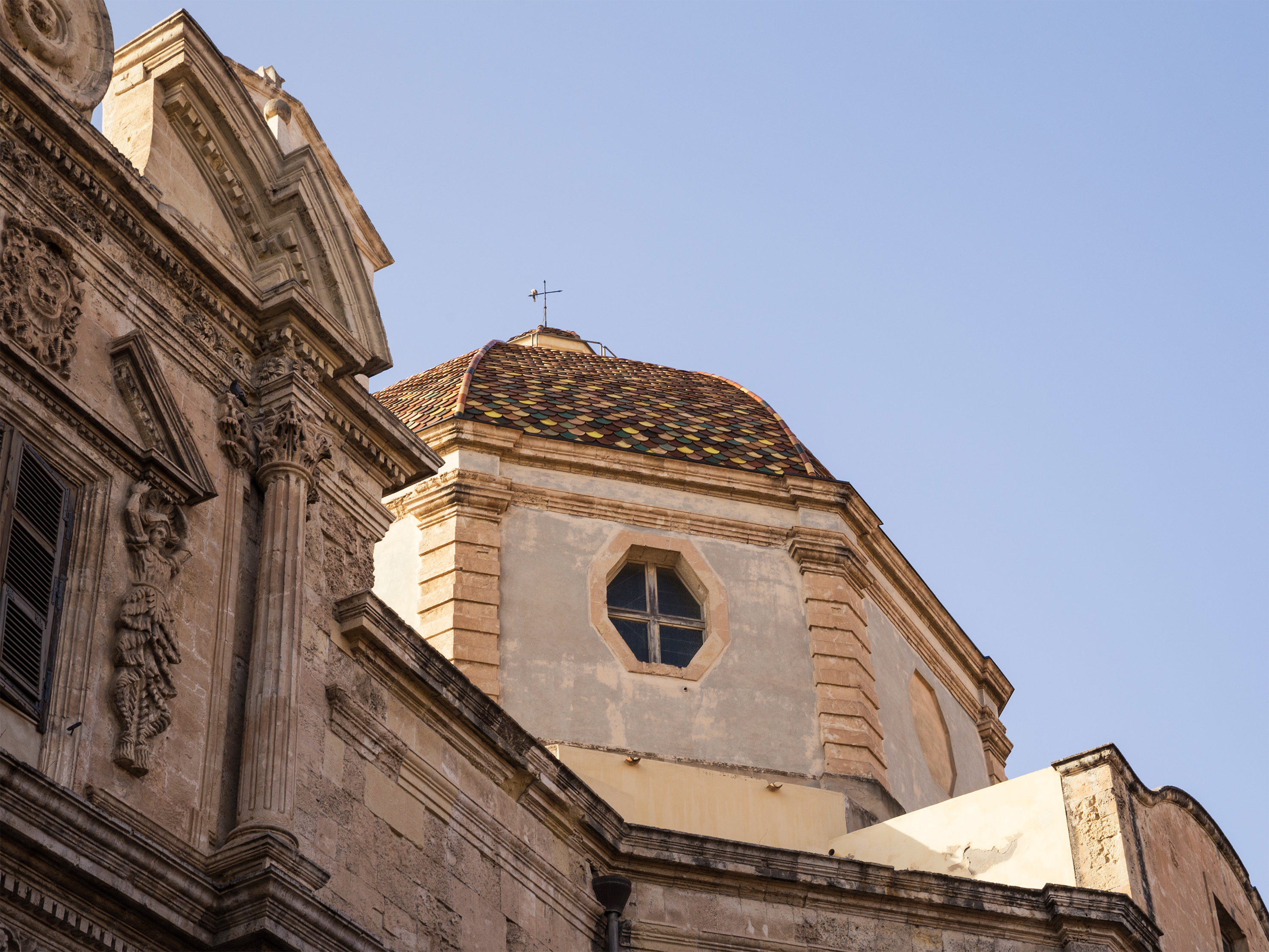
Cúpula, detalle

### La cúpula
La cúpula del pabellón reposa sobre un tambor octogonal (en referencia a la teología del octavo día: la resurrección de Cristo) sobre el que se abren cuatro ventanas alternadas con octógonos ciegos. Cubierto con azulejos de escamas, tiene pilastras en los ángulos exteriores y está rematado por un lucernario. En la base de la cúpula hay dos espadañas, ambas con dos luces; de las cuales una, la más grande, la situada a la derecha de la fachada, ha sido recientemente restaurada.

### El atrio

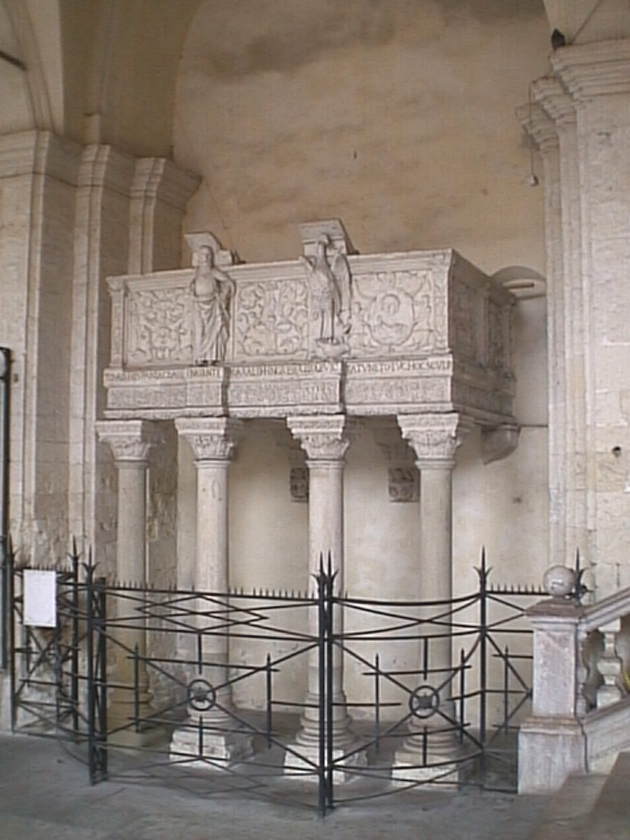
El púlpito de Carlos V en el atrio de la iglesia

Desde la escalera de entrada a la fachada se accede a un gran atrio, que da servicio tanto al hospital, cuya entrada está a la izquierda, como a la iglesia. El portal se encuentra a la derecha, en lo alto de una escalera de mármol, girada 90 grados con respecto a la fachada principal. Apoyado en la pared del cementerio se encuentra el llamado púlpito de Carlos V. Se trata, en realidad, de un púlpito procedente de la iglesia de los Frailes Menores Conventuales de San Francesco al Corso (demolida en 1871), y trasladada aquí en 1902. Su nombre deriva del hecho de que el emperador Carlos V, en 1535 desembarcó en Cagliari, procedente de Barcelona, y se dirigió a Túnez con una flota de más de 100 barcos, enfrentándose al pirata berberisco Khayr al-Din Barbarroja, se dice que He escuchado misa desde este púlpito, según relata la inscripción en latín que lo rodea.La inscripción latina debe disolverse de esta manera:
A(n) MDXXXV XI lunii Carolo V Philipi La más curativa) A(ugusto) Cruce Muni/to ab Hispania Clases Ingenti Karalim Entrada Citoq(ue) Prohibido Tuteto Tu(n) c Hoc Sculp/tum A Bartho(lomaei) Vi(nd ) oti Fr(at) ris Minori theologi(a) eq(ue) Probi Doctoris Cura et [...]

## El salón de la iglesia

### La planta
San Michele tiene una planta centralizada (con una planta central y una única sala) pero con un desarrollo diferente del espacio. De hecho, alrededor de la sala central hay tres capillas comunicantes, detrás de las cuales se abre la capilla del presbiterio, obviamente elevada por algunos escalones. Esta solución, típicamente barroca, permitió combinar la cruz latina y la cruz griega. Como en otras iglesias jesuitas de Cerdeña (Santa Croce en Cagliari, Sant'Ignazio en Oliena, Purissima en Iglesias), San Michele tampoco tiene crucero, sustituido por dos grandes capillas intermedias. Prácticamente la planta central descansa sobre un octógono ensanchado en cruz por los lados opuestos, que incluye dos grandes capillas centrales dotadas de altares (dedicadas a San Ignacio de Loyola y San Francisco Javier ), que se abren directamente a la bóveda central de la iglesia, y seis capillas radiales todas comunicadas entre sí, tres a cada lado, con bóvedas de cañón (a la izquierda encontramos: San Luigi Gonzaga, San Francesco Borgia y por último la capilla de Maria Bambina, desde la que se accede a la antesacristía; a la derecha encontramos En su lugar encontramos: Sacro Cuore, San Jean-François Régis y la Virgen con el Niño, adornados con los símbolos de las Letanías Lauretanas). Esta solución planimétrica permite conseguir el objetivo de unir la planta central con la longitudinal sin fusionarlas. La planta de la iglesia también pone de relieve un claro planteamiento doctrinal: en la apertura de tres capillas a cada lado hay una alusión al misterio trinitario. La sala forma un todo único, según el dictamen jesuita, según el cual nada en su interior debe distraer la atención de los fieles del "sagrado misterio" que tiene lugar en el presbiterio.

### El interior

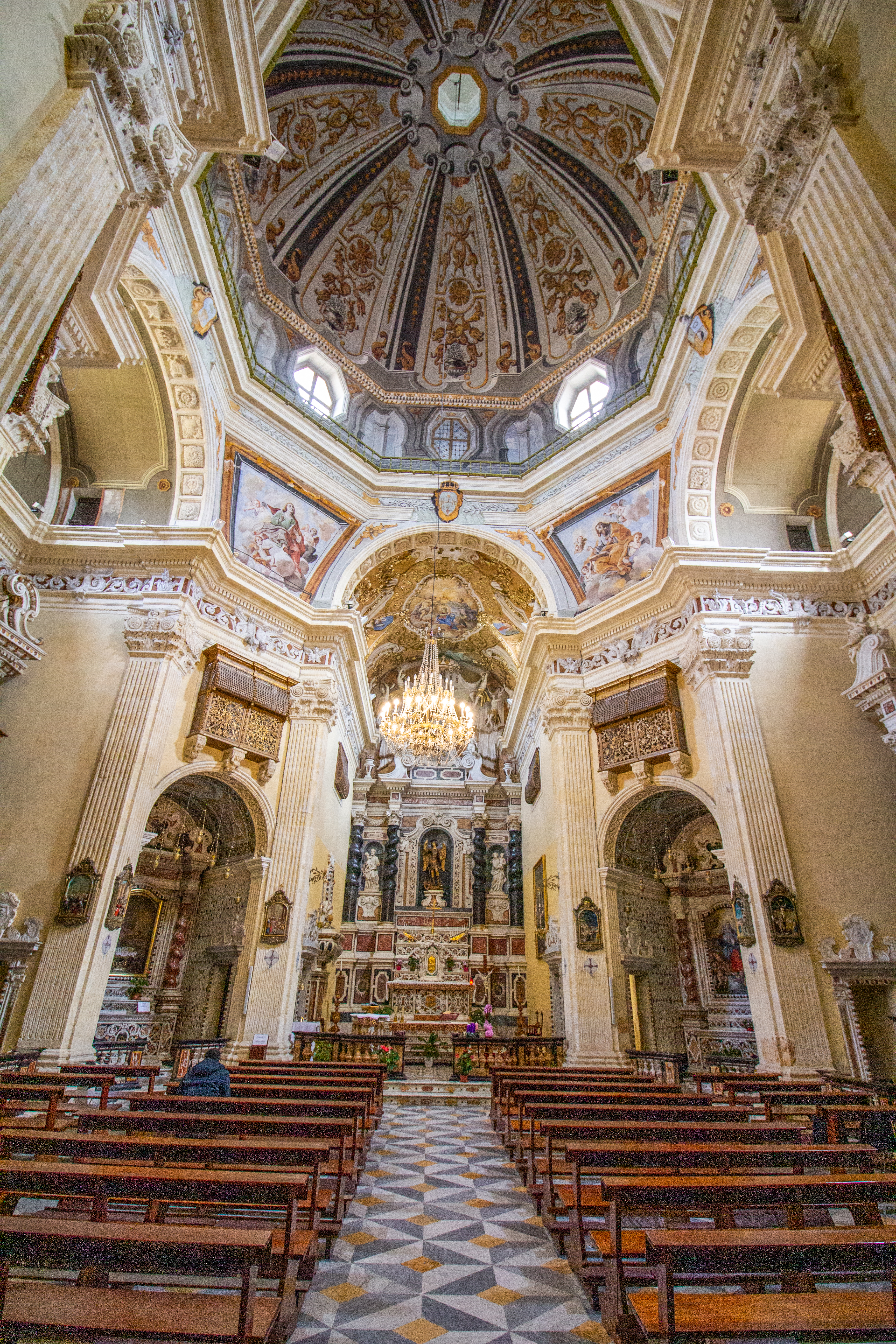
Vista interior

El interior de la iglesia, de planta octogonal irregular, llama la atención por la riqueza de su decoración, formada por elementos de piedra esculpida, estucos, frescos, además de los mármoles policromados que componen la mayor parte del mobiliario. En todo el complejo (iglesia y sacristía) hay más de veinte pinturas relacionadas con la espiritualidad (el Sagrado Corazón, del romano Pio Bottoni) y los santos de la Compañía de Jesús, representando al fundador, San Ignacio de Loyola, San Francisco Javier, San Luis Gonzaga, San Francisco de Borja, San Estanislao Kostka, San Francisco de Jerónimo, San Juan Francisco Régis y los mártires japoneses de Nagasaki (San Pablo Miki y compañeros). Estas pinturas son obra de diferentes autores. El pintor principal a quien los jesuitas encargaron los lienzos más importantes de la iglesia fue Giacomo Altomonte (o Hohenberg), cuya familia de origen austriaco se trasladó a Nápoles (sin embargo, curiosamente él firmaba “ romanus ”); Maestro del rococó en Cerdeña. Era hermano de Martino Altomonte (alumno de Baciccia), quien fue pintor de la corte primero en la corte polaca y más tarde en Viena. En cambio, Domenico Colombino es sólo su ayudante, un napolitano, artísticamente inferior al maestro.A la izquierda del salón encontramos el precioso púlpito, decorado en mármol.

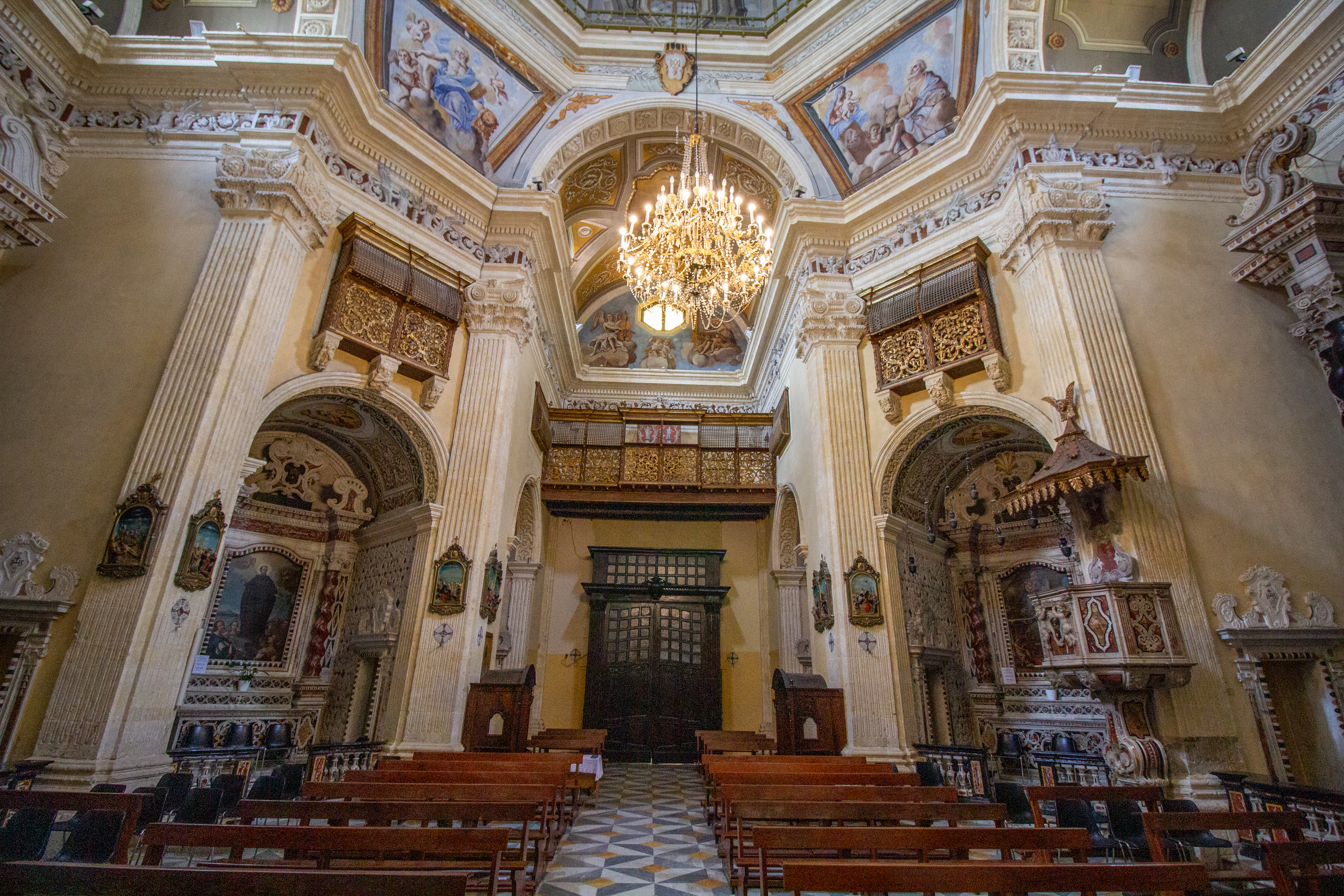
Vista hacia la contrafachada

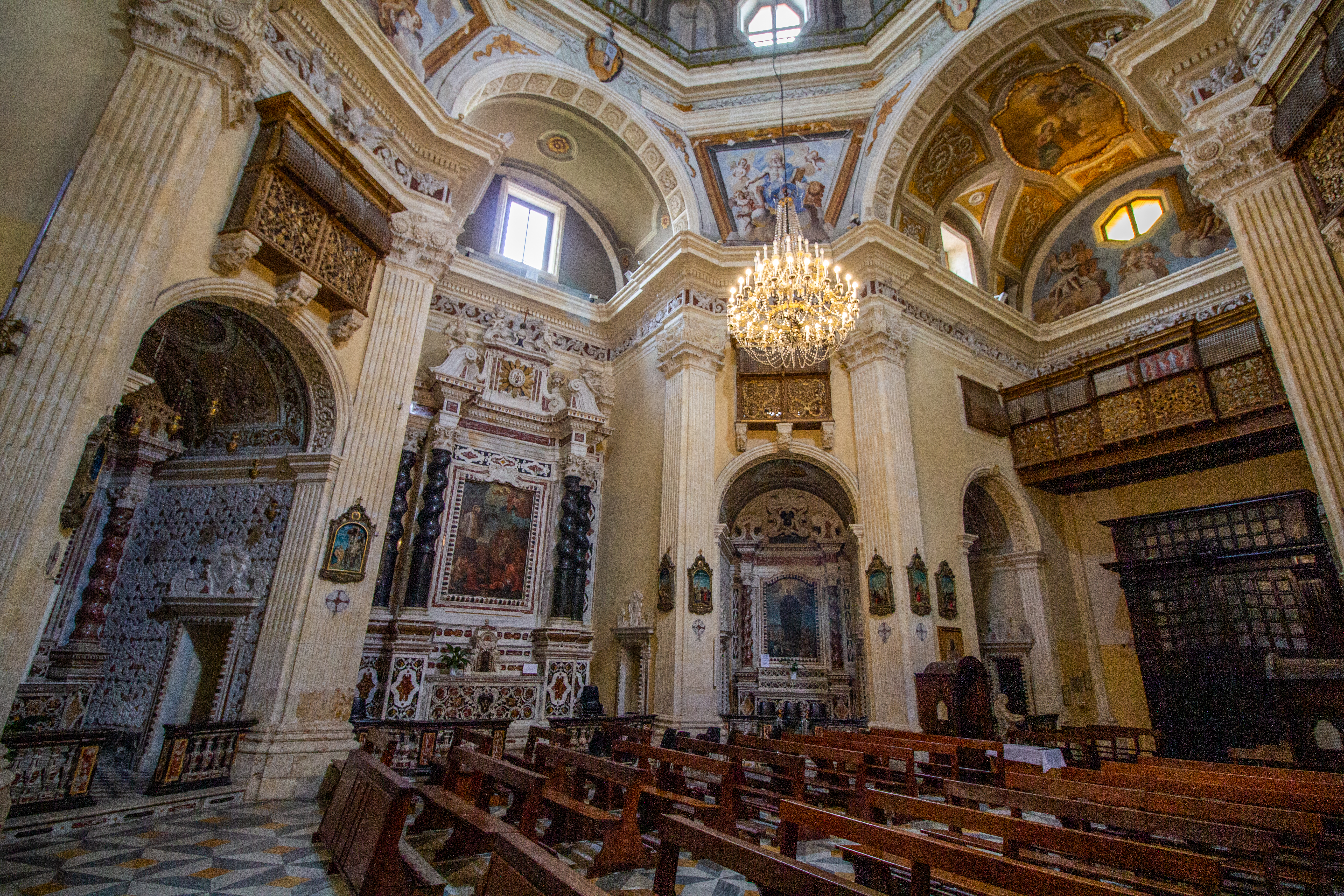
Vistazo

A los laterales hay capillas, ocho en total, que se comunican entre sí formando un deambulatorio que recorre el perímetro del templo, marcado también por altas pilastras, que sostienen el entablamento, sobre el que se eleva la cúpula. La cúpula está dividida internamente en secciones decoradas con elementos vegetales y está injertada en las pechinas (conexiones en forma de vela) dentro de las cuales están representados los Evangelistas (obra del romano Domenico Tonelli) (representados según la tipología habitual tomada de Ap 4, 7) .A lo largo del tiempo las capillas han sufrido diversas atribuciones; Actualmente, a la derecha se encuentran las dedicadas al Sagrado Corazón (cuyo lienzo es obra del pintor romano Pio Bottoni ), a Jean-François Régis, a Francisco Javier y a la Virgen con el Niño. A la izquierda, en cambio, encontramos a: Luis Gonzaga, Francisco Borgia, Ignacio de Loyola y la niña María.
A la altura de la bóveda, sobre los cuatro arcos se encuentran el monograma IHS de Jesús (frente al presbiterio), el monograma de María (en la entrada; en total aparecen 8 veces), los escudos de Monseñor Sanna (en el (a la izquierda) y Dessi (a la derecha).
La mayor profundidad y altura de las capillas medianeras, así como la profundidad del presbiterio, añaden movimiento a la planta, casi dibujando una cruz griega . Todas las capillas de la iglesia, tanto las dos más grandes como las seis más pequeñas (así como el suelo del altar), son obra de Pietro Pozzo ( genovés afincado en Stampace). En cuanto a las pinturas de las capillas (contemporáneas a su construcción), a excepción del lienzo de San Ignacio de Scaleta, las demás deberían ser obra de Domenico Colombino.
El mobiliario de mármol de la iglesia fue realizado por el hijo de Pozzo, Giuseppe Ignazio, quien, junto con otro marmolista, Andrea Spazzi de Como, completó en 1752 los marcos de mármol de las entradas a las capillas, el presbiterio, la sacristía, la puerta de entrada. y el suelo de la iglesia. Otro elemento muy presente en San Michele son las columnas salomónicas, veinticuatro en número. Sobre el vestíbulo de entrada se encuentra el coro, construido en 1804, delimitado por una galería de madera y decorado con ángeles que tocan instrumentos musicales. Hay un órgano de tubos, cuya autoría es controvertida. Inicialmente, por una nota de archivo, se atribuyó al napolitano Cimini. Sin embargo, el instrumento presenta fuertes analogías con los órganos de la familia napolitana Mancini, que funcionaron en la península a lo largo del siglo XVIII.

### El presbiterio

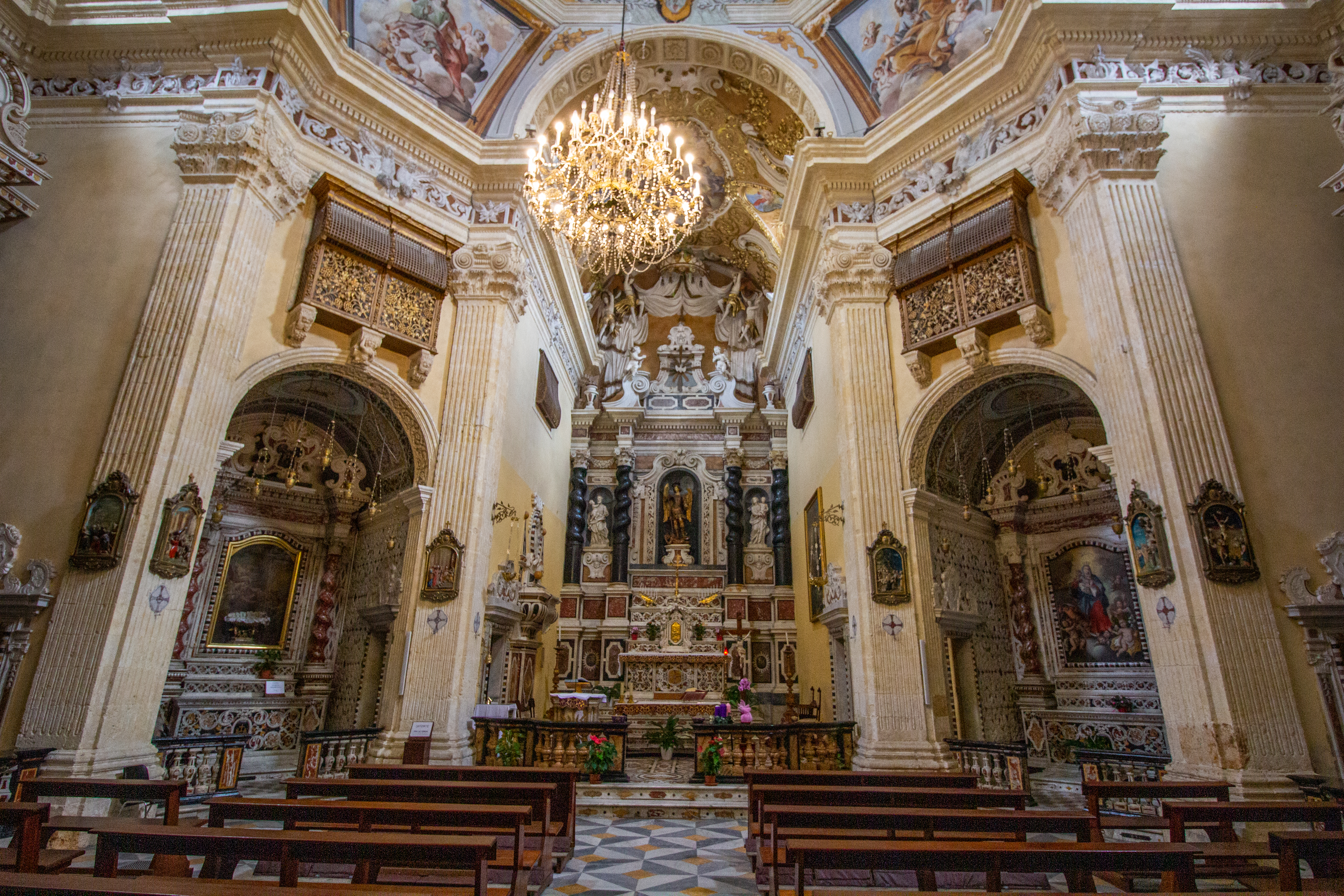
El presbiterio, con el altar mayor

En el presbiterio, de planta rectangular, cerrado por una balaustrada de mármol, en la pared izquierda se encuentra el mausoleo del benefactor Francesco Angelo Dessì, obra de Giuseppe Maria Massetti, que lo mandó construir en 1712. Frente al monumento encontramos un gran óleo que representa a San Francisco de Jerónimo (1642-1716), misionero jesuita de Apulia que trabajó principalmente en Nápoles. La obra fue probablemente realizada en la misma época que su canonización (1839).El altar mayor, situado encima del salón, es visible desde cualquier punto; también fue construido en Génova por Giuseppe Maria Massetti y luego montado en el lugar en 1707 por su discípulo Pietro Pozzo. Está compuesto por varios elementos: en la parte inferior se encuentra el altar propiamente dicho, completo con un antependio de mármol, mientras que arriba cuatro columnas retorcidas, que se retuercen en el espacio induciendo la mirada a elevarse hacia el cielo, sostienen un tímpano roto. En el centro encontramos la estatua de madera de San Miguel (medidas: 190x88 cm) en madera policromada dorada restaurada en 2021, realizada para la Basílica de Santa Croce del Collegio Gesuita por el napolitano Aniello Stellato  y terminada en 1620 por su compañero su compatriota Giuseppe De Rosa por la ejecución del refinado dorado y colorido. La pose, la elección de dejar las carnes con un color natural, el cabello rizado, la expresividad medida son características de la napolitana, como la muestra de bravura representada por la ejecución de Satanás a los pies del santo.  A los lados del arcángel hay dos estatuas de mármol de San José y Santa Ana.

El suelo del presbiterio fue realizado en 1725 por el discípulo de Massetti, Pietro Pozzo, y se caracteriza por la reproducción de la estrella con la rosa de los vientos, con puntas bicolor en blanco y negro.

## La anti-sacristía
Se accede desde la capilla de María Bambina. Nada más entrar, a la izquierda, se encuentra el lavabo de estilo manierista, con dos ángeles sosteniendo la pila de agua bendita, todo ello rematado por el escudo de la Compañía. Esta sala rectangular está embellecida por la presencia de 10 grandes lienzos de finales del siglo XVII del artista cagliari Giuseppe Deris sobre los misterios dolorosos y gloriosos del rosario . El ciclo completo de 15 lienzos fue encargado en 1679 para la capilla interior del noviciado. Los lienzos desaparecidos (los Misterios Gozosos) se encuentran ahora en la iglesia de Santa Maria del Monte en Castello. La firma del autor y el año de finalización del ciclo pictórico se encontraron en el lienzo del depósito: « Originales de Jusephe Deris anno 1681 ».Al fondo de esta sala encontramos las seis estatuas (algunas parciales, es decir con estructura de “maniquí”) que representan los “Misterios de la Pasión de Jesucristo ”. La paternidad corresponde al escultor sardo más importante del siglo XVIII, Giuseppe Antonio Lonis (1720 - 1805), natural de Senorbese, formado en Nápoles. Las estatuas (que todavía hoy se utilizan en procesión durante la “ Procesión de los Misterios ” del Martes Santo) representan las escenas del Ecce Homo, Cristo cargando la cruz (1799), Nuestra Señora de los Dolores (1798), la oración en Getsemaní, la Cristo burlado, y Cristo en la columna. El simulacro del séptimo misterio lo da el bello crucifijo colocado en la entrada lateral de la iglesia. Estos simulacros de Lonis llegaron a esta iglesia recién en 1795, cuando la " Congregación Mariana de Artistas, bajo la advocación de la Natividad de la Bienaventurada Virgen María" se trasladó a esta iglesia, a raíz de las peregrinaciones a las que fue sometida tras la supresión de la Compañía de Jesús.

## La sacristía

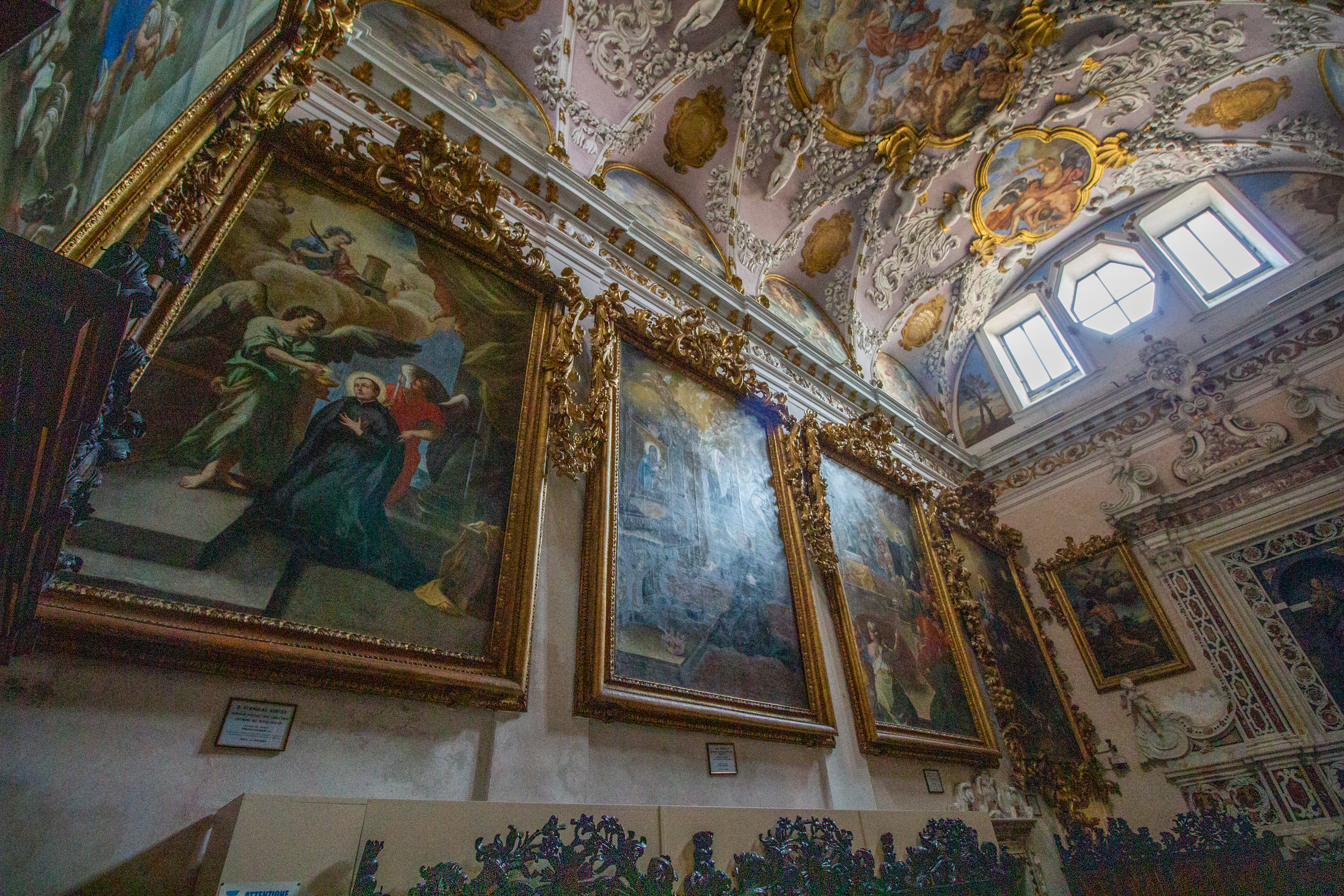
Vistazo a la sacristía

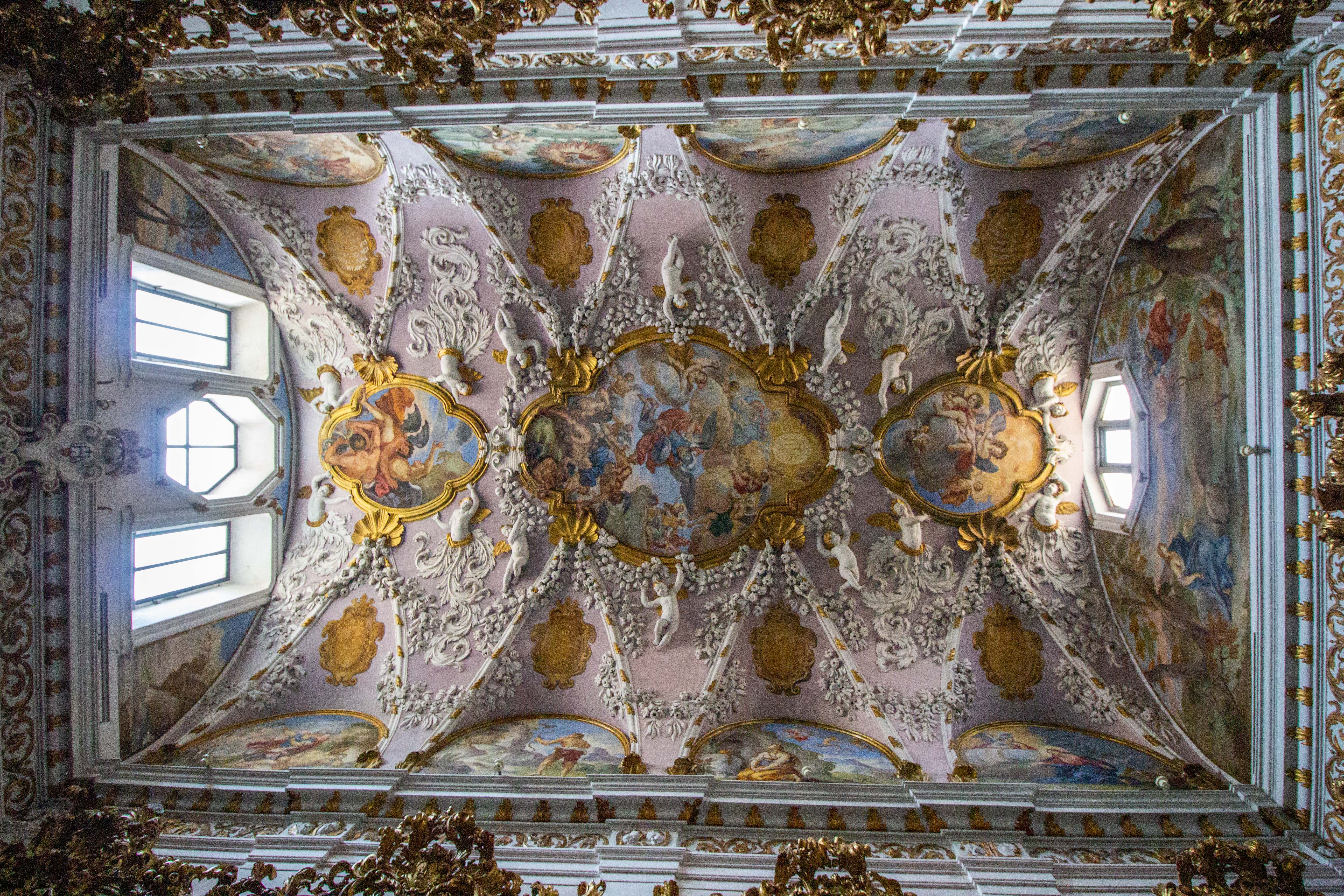
El techo

Se trata de un ambiente estudiado en todos sus detalles, actualizado al estilo rococó aparecido a principios del siglo XVIII. Dado que fue construida gracias a la donación de Dessi, su escudo de armas preside la puerta de entrada. La sacristía, obra del lombardo Giovan Battista Corbellini, está rematada por una bóveda de cañón con lunetos, en la que, entre festones y dorados, se encuentra una obra maestra del rococó en Cerdeña, el fresco del “ Triunfo del nombre de Jesús ” de Se representa Altomonte.
Es evidente hasta qué punto esta escena debe su importancia al fresco de Baciccia que decora la bóveda de la iglesia del Gesù en Roma.
A la entrada de la sacristía encontramos una preciosa puerta marquetería, obra de Segura, que presenta dos iconografías de la “fuente mística”, de Cristo y de María.
Los muros de la sacristía rematan en su parte superior con pinturas en lunetos (todas ellas realizadas por Altomonte) que representan escenas bíblicas y milagros en los que el Arcángel Miguel es protagonista, explicitados mediante escritos dentro de placas doradas.
En las dos paredes principales de la sacristía se encuentran representadas ocho pinturas que representan historias y milagros de santos jesuitas, dentro de marcos de madera de tilo (encargados en 1713 en Cagliari a un artista napolitano, Alessio Truisi o Troisi), también de Giacomo Altomonte y Domenico Colombino. A la izquierda encontramos a San Estanislao Kostka (NB: patrón de los novicios jesuitas) retratado mientras en Viena recibe la comunión directamente de un ángel, en presencia de Santa Bárbara; luego San Luis Gonzaga venerando la Salus populi romani, seguido de un lienzo que representa a San Francisco de Borja (tercer superior general de la Compañía de Jesús), y finalmente el de Ignacio de Loyola. A la derecha encontramos en primer lugar a los tres mártires japoneses, James Kisai, John Soan y Paul Miki, martirizados en Nagasaki en 1597 junto con un grupo de franciscanos, por el emperador Hideyoshi; Reflejando al santo de Loyola encontramos a San Francisco Javier, retratado en el legendario episodio del cangrejo que le devuelve el crucifijo caído durante una tormenta en el Mar de las Molucas.
En la pared frontal, encima de la entrada, encontramos la Matanza de los Inocentes (el lienzo sagrado más grande de Cagliari). El lienzo es

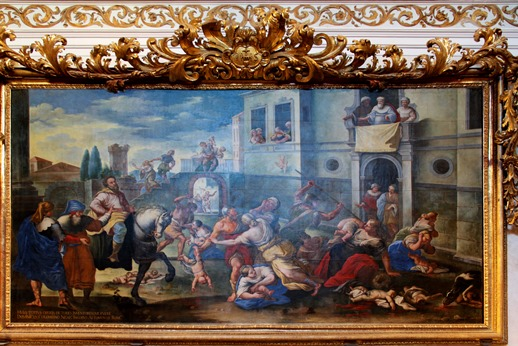
Lienzo al óleo de Giacomo Altomonte y Domenico Colombino

firmado por los dos autores. Nótese la reivindicación de originalidad dejada por los dos pintores que se autodenominan “ inventores ”; es decir: lo pintado no está tomado de otras representaciones sino que es fruto de su inventiva personal .El mobiliario de madera de la sacristía, en nogal marquetería, fue realizado por el catalán Magin Segura entre 1717 y 1720 . La paratora, un móvil de dos niveles que ocupa toda la pared del fondo, tiene grabados a buril episodios de la vida de San Ignacio en las puertas superiores (a la izquierda), mientras que a la derecha hay episodios de la vida de San Francisco Javier. . Mientras que en el centro de la vitrina encontramos otras dos escenas grabadas a buril, representando la Ascensión (a la izquierda) y la Asunción (a la derecha).

El programa iconográfico de la sacristía, dedicado a la historia de la salvación, a la glorificación del nombre de Jesús y de la Orden de los Jesuitas, se completa con los lienzos que representan a Adán y Eva (de Altomonte); los antepasados, que flanquean la estatua de madera (de origen ligur) de la Inmaculada Concepción.